# Margarita Bolaños Arquín
Margarita Bolaños Arquín (sinh năm 1953) là một chính trị gia và nhà nhân chủng học người Costa Rica, đã từng là chủ tịch của Đảng Hành động của Công dân.
Bolaños học ngành nhân chủng học tại Đại học Costa Rica và nhận bằng MS tại Đại học Kansas năm 1999. Bà là nhà nghiên cứu và giáo sư tại Đại học Chile và Đại học Costa Rica. Bà được bầu làm tổng thư ký của Đảng Hành động của Công dân năm 2009, mà bà từng là Chủ tịch của Đảng Hành động của Công dân, Elizabeth Fonseca Corrales, cho đến năm 2013. Bà được bầu làm Chủ tịch Ủy ban Điều hành Quốc gia của đảng. vào ngày 17 tháng 3 năm 2015.